# North American A-36 Apache
El North American A-36 Apache (enlistado en algunas fuentes como Invader, pero también llamado Mustang) fue una versión de ataque a tierra/bombardeo en picado del North American P-51 Mustang, del que podía distinguirse por la presencia de aerofrenos en las alas. Un total de 500  bombarderos en picado A-36 sirvieron en el Norte de África, el Mediterráneo, Italia y el teatro China-Birmania-India durante la Segunda Guerra Mundial, antes de ser retirado del servicio operativo en 1944. 

## Diseño y desarrollo

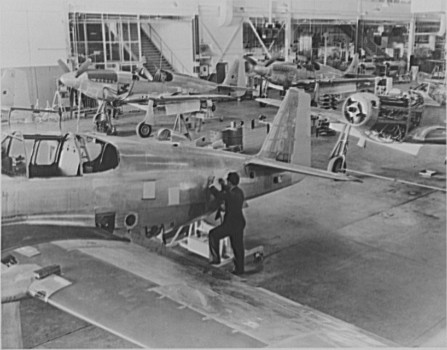
Línea de producción del A-36A en NAA Inglewood, octubre de 1942.

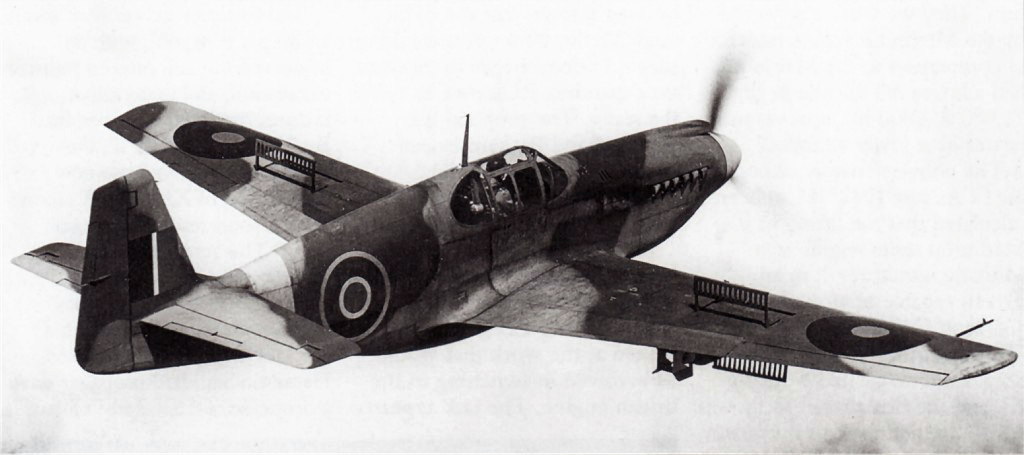
El único A-36A de la RAF (EW998), mostrando los aerofrenos de rejilla y llevando bombas estadounidenses de 226 kg en los soportes bajo las alas.

Con la introducción del North American Mustang I en los Escuadrones de Cooperación con el Ejército de la RAF en febrero de 1942, el nuevo caza comenzó a realizar misiones de combate, como avión de reconocimiento a baja altitud y de apoyo al suelo. Complementando al Curtiss P-40 Tomahawk ya en servicio, los Mustang I fueron  primeramente suministrados al  No. 26 Squadron RAF, para luego ser rápidamente desplegados a 10 escuadrones adicionales en junio de 1942. Usado por primera vez en combate en el ataque a Dieppe el 19 de agosto de 1942, un Mustang del No. 414 (RCAF) Squadron derribó uno de los formidables Focke-Wulf Fw 190, la primera victoria de un Mustang. A pesar de las  limitadas prestaciones a gran altitud del motor Allison V-1710, la RAF estaba entusiasmada con su nueva montura, que ”se comportó magníficamente”.
Durante la exitosa iniciación en combate del Mustang I, el presidente the North American Howard "Dutch" Kindelberger  presionó a las recién designadas Fuerzas Aéreas del Ejército de los Estados Unidos (USAAF) para firmar un contrato de cazas del esencialmente similar P-51, 93 de los cuales habían pasado a las USAAF cuando el contrato de Préstamo y Arriendo con Gran Bretaña se quedó sin fondos. El Mustang IA/P-51 usaba cuatro cañones alares Hispano de 20 mm en lugar del armamento original, una combinación de 4 ametralladoras Browning M1919 de 7,62 mm montadas en las alas y 4 ametralladoras Browning M2 de 12,7 mm, dos de las  cuales estaban montadas en las alas, mientras que el segundo par estaba montado en la “barbilla”, o cubierta inferior del motor, y estaban sincronizadas para disparar a través de la hélice. No hubo fondos disponibles para nuevos contratos de cazas en el año fiscal de 1942, pero el general Oliver P. Echols y el Oficial de Proyectos de Caza Benjamin S. Kelsey querían asegurarse de que el P-51 permaneciera en producción.
Dado que los créditos estaban disponibles para un avión de ataque, Echols específicó modificaciones en el P-51 para convertirlo en un bombardero en picado. El contrato por 500 aviones A-36A equipados con soportes para bombas, aerofrenos, y ala reforzada, fue firmado por Kelsey el 16 de abril de 1942, incluso antes del primer vuelo del primer P-51 de producción, en mayo de 1942. Con órdenes en los libros, North American Aviation (NAA) comenzó a modificar el P-51 para aceptar los enganches para bombas que ya habían sido probados en un programa de "transporte de larga distancia" que la RAF había estipulado. Los estudios de ingeniería totalizaron 40 000 horas y las pruebas en el túnel de viento con un modelo a escala 1/8 fueron completados en junio de 1942. Utilizando el fuselaje básico del P-51 y el motor Allison, el refuerzo estructural  “metió músculo” en varias áreas de alto esfuerzo y "fueron instalados un juego de aerofrenos operados hidráulicamente en cada plano alar principal". Debido a la colocación ligeramente interna de los portabombas y la instalación única de cuatro aerofrenos de aluminio fundido, se requirió un rediseño completo del ala del P-51.
El primer A-36A (42-83663) fue sacado de la planta de NAA de Inglewood en septiembre de 1942, pasando rápidamente a las pruebas de vuelo y realizando su primer vuelo en octubre, comenzando poco después las entregas de las primeras máquinas de producción. El A-36A continuaba usando las ametralladoras de morro de 12,7 mm junto con un armamento alar de 4 ametralladoras de 12,7 mm de calibre. Las USAAF tenían previsto que el bombardero en picado operara principalmente a altitudes por debajo de los 3658 metros (12 000 pies) y especificó el uso de un motor Allison V-1710-87 ajustado al nivel del mar, moviendo una hélice Curtiss-Electric de 3 palas de 3,28 metros de diámetro y proporcionando 988 kW (1325 hp) a 914 m. La toma de aire principal fue rediseñada para convertirse en una unidad fija con una apertura mayor, reemplazando la anterior toma que podía ser bajada al flujo de aire. Además, la entrada de aire del carburador del A-36 fue más tarde equipada con un filtro de aire tropical para impedir que la arena y el polvo entraran en el motor.
Las USAAF ordenaron más tarde 310 P-51A, que eran esencialmente A-36 sin los aerofrenos ni las armas montadas en el morro, dejando un armamento de 4 ametralladoras Browning de 12,7 mm montadas en las alas. Fue instalado un Allison V-1710-81 de 895 kW (1200 hp) y se usaron los mismos radiador y toma de aire que en el A-36A. El P-51A todavía estaba equipado con soportes para bombas, aunque no estaba destinado a ser usado principalmente como cazabombardero, y los soportes fueron usados en su mayor parte para llevar tanques lanzables. 

## Historia operacional

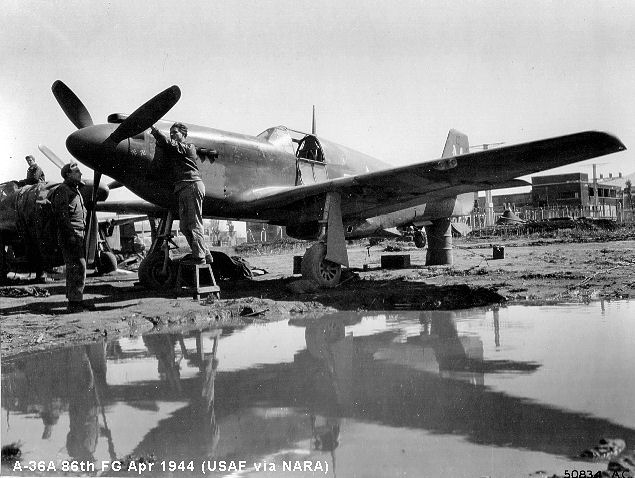
A-36A del 86th Fighter Bomber Group (Dive) en Italia en 1944.

Los A-36A-1-NA Apache (aunque Apache era el nombre oficial del A-36A, fue raramente usado) se unieron al  27th Fighter-Bomber Group (27th FBG), compuesto de cuatro escuadrones basados en aeropuerto de Ras el MA en el Marruecos francés, en abril de 1943, durante la campaña del Norte de África. El 27th tenía un componente mixto de Douglas A-20 Havoc y A-36A, mientras que la segunda unidad operativa, el 86th Fighter Bomber Group (Dive) llegó en marzo de 1943 con los primeros pilotos entrenados y cualificados en el A-36A. El 6 de junio de 1943, ambas unidades de A-36A volaron misiones de combate directamente contra la isla de Pantelaria. La isla cayó bajo el ataque aliado y se convirtió en la base de los dos grupos de A-36A durante la invasión aliada de Sicilia. El A-36A demostró ser un arma potente; podía ser puesto en un picado vertical desde 3658 m (12 000 pies) con los aerofrenos desplegados, lo que limitaba la velocidad de picado a 628 km/h (“el Manual de Vuelo del A-36A-1 requiere el despliegue antes de comenzar el picado”). Los pilotos pronto identificaron que extender los aerofrenos después de iniciar el picado producía una extensión desigual de los mismos debido a una variación de la presión hidráulica, provocando un ligero alabeo invariable, que impedía la puntería. Una técnica apropiada pronto subsanó esta anomalía y, posteriormente, los pilotos consiguieron resultados extremadamente consistentes. Dependiendo del blanco y de las defensas, el lanzamiento de las bombas se realizaba entre los 610 y los 1219 m (2000 y 4000 pies), seguido de un inmediato y brusco ascenso.
Los aerofrenos en las alas le daban al A-36A gran estabilidad en un picado; sin embargo, había crecido un mito por el que eran inútiles debido a malfunciones o por el peligro de desplegarlos y que se tuvieran que cerrar mediante alambre. El capitán Charles E. Dills, 522d Fighter Squadron, 27th FBG, XIIth Air Force, declaró enfáticamente en una entrevista después de la guerra: “Volé el A-36 en 39 de mis 94 misiones, de noviembre del 43 a marzo del 44. Nunca fueron atados con alambre en Italia en combate. Esta historia del cable proviene aparentemente del grupo de entrenamiento en Harding Field, Baton Rouge, Louisiana”. 

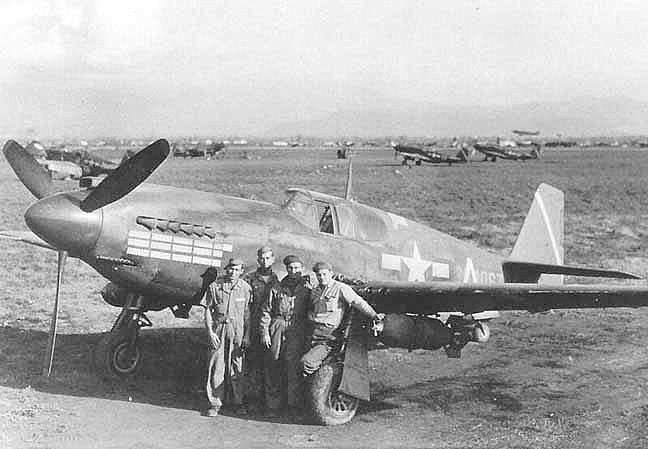
A-36 del 86th Bombardment Group (Dive), "284067", codificado A, perdido por AAA, 14 de enero de 1944.

Sin embargo, el entrenamiento en reconocimiento táctico con aviones P-51 y A-36 había  generado unos inquietantes índices de accidentes. En un momento dado, el entrenamiento del A-36 había resultado en que el modelo tuvo “la mayor tasa de accidentes por hora de vuelo” de cualquier avión de las USAAF. El incidente más serio sucedió cuando un A-36A perdió ambas alas cuando su piloto intentó recuperar de un picado a 724 kilómetros por hora. A las unidades de combate que volaban el A-36A se les ordenó restringir sus aproximaciones a un ataque “deslizante” de 70° y abstenerse de usar los aerofrenos. Esta orden fue generalmente ignorada por los pilotos experimentados, pero algunas unidades ataron sus aerofrenos con alambre hasta que se realizaron modificaciones en los actuadores hidráulicos. No obstante, el A-36 fue utilizado con gran éxito como bombardero en picado, adquiriendo una reputación por su precisión, robustez y silencio. 
A finales de mayo de 1943, 300 A-36A habían sido desplegados en el Teatro Mediterráneo, siendo enviados muchos del primer lote al 27th FBG para reconstruir el grupo tras las pérdidas, así como para completar la transición final a una unidad totalmente equipada con A-36A. Ambos grupos estuvieron activamente envueltos en el apoyo aéreo durante la campaña siciliana, llegando a ser especialmente expertos en "limpiar" posiciones de armas enemigas y otros puntos fuertes en el avance aliado. Durante esta operación, el 27th FBG realizó una petición para adoptar el nombre Invader para su pequeño y robusto bombardero, recibiendo un reconocimiento no oficial del más apropiado nombre. A pesar del cambio de nombre, la mayoría de los informes de combate prefería dar el nombre Mustang para todas las variantes. Los alemanes le hicieron un halagador elogio, aunque temible, llamando a los A-36A: "screaming helldivers".
Además del bombardeo en picado, el A-36A acumuló victorias aérea, totalizando 84 aviones enemigos derribados y creando un as, el Teniente Michael T. Russo del 27th FBG (al final, el único as usando un Mustang con motor Allison). Como la lucha se intensificó en todos los teatros donde operó el A-36A, el bombardero en picado comenzó a sufrir una alarmante tasa de pérdidas, con 177 caídos por acción del enemigo. Las principales razones de este desgaste fueron las peligrosas misiones que realizaban los A-36A “en cubierta” enfrentándose a un feroz fuego terrestre. Las defensas alemanas en el sur de Italia incluían la instalación de cables entre las cimas de las colinas para atrapar a los A-36A atacantes. A pesar de establecer una reputación por su fiabilidad y prestaciones, el único “talón de Aquiles” del A-36A (y de toda la serie Mustang) residía en su sistema de radiador/refrigerador localizado en el fuselaje ventral, originando muchas de las pérdidas. En junio de 1944, los A-36A en Europa fueron reemplazados por Curtiss P-40 y Republic P-47 Thunderbolt. 
El A-36A también sirvió con el 311th Fighter Bomber Group en el Teatro de China-Birmania-India. El 311th había llegado a Dinjan, India, a finales del verano de 1943, tras ser transportados por barco a través del Pacífico vía Australia. Dos escuadrones fueron equipados con el A-36A, mientras que el tercero volaba el P-51A. Encargado de realizar misiones de reconocimiento, bombardeo en picado, ataque y caza, el A-36A fue superado por su principal  oponente, el Nakajima Ki-43 “Oscar”. El ligero y altamente ágil caza japonés podía superar en maniobrabilidad al A-36A a todas las altitudes pero tenía varios puntos flacos: estaba ligeramente armado y ofrecía poca protección al piloto o a los depósitos de combustible. Sin embargo, el A-36A luchaba con una desventaja significativa, teniendo que llevar a cabo misiones de largo alcance, a menudo a altitudes por encima de La Joroba, lo que significaba que su motor Allison estaba por debajo de sus prestaciones óptimas. En una misión de escolta de cazas sobre Birmania, tres A-36A se perdieron sin conseguir una sola victoria. Las misiones del A-36A en el CBI continuaron durante 1943-44 con mediocres resultados. El A-36A permaneció en servicio en pequeñas cantidades durante el restante año de guerra, siendo algunos retenidos por los estadounidenses como aviones de entrenamiento. 
“El relativamente corto tiempo de servicio del modelo no esconde el hecho de que realizó una contribución principal al esfuerzo de guerra aliado” especialmente en el Mediterráneo, y significó el primer uso en combate por las USAAF de una variante del Mustang. La efectividad del A-36 como avión ataque a tierra fue demostrada el 5 de junio de 1944. En un bien planeado ataque al gran y bien defendido depósito ferroviario y de municiones en Orte, Italia, el Teniente Ross C. Watson lideró un vuelo de cuatro A-36 a través de un cielo muy nublado para aproximarse al blanco. El A-36 de Watson consiguió varios impactos bajo un intenso fuego antiaéreo, aunque su avión fue dañado por fuego terrestre. Bajo un continuo y pesado fuego terrestre, Watson sacó el máximo partido a su ataque y destruyó el depósito de municiones antes de realizar un aterrizaje de emergencia en un aeródromo avanzado aliado.

## Operadores
Estados Unidos

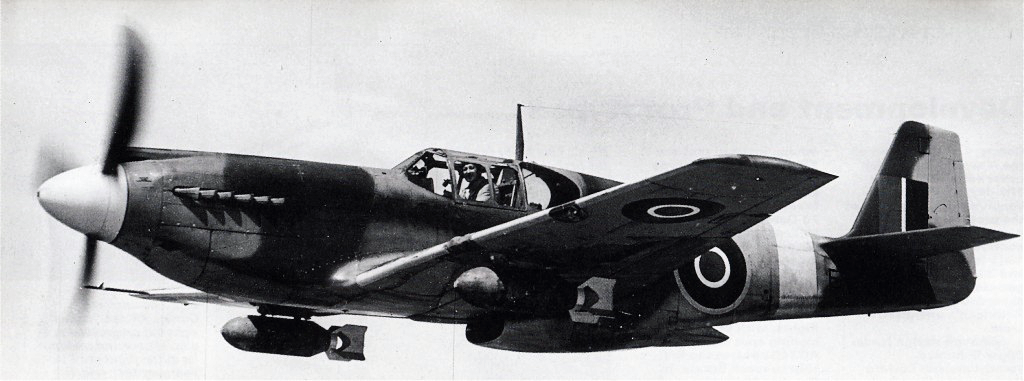
Vista frontal del A-36A de la RAF, EW998, mostrando que este avión no tenía montadas las Browning de 12,7 mm del morro.

- Fuerzas Aéreas del Ejército de los Estados Unidos

 Reino Unido
- Real Fuerza Aérea Británica: Un A-36A fue suministrado a la RAF en marzo de 1943 con propósitos experimentales. Su número de serie de la RAF era EW998.

## Supervivientes

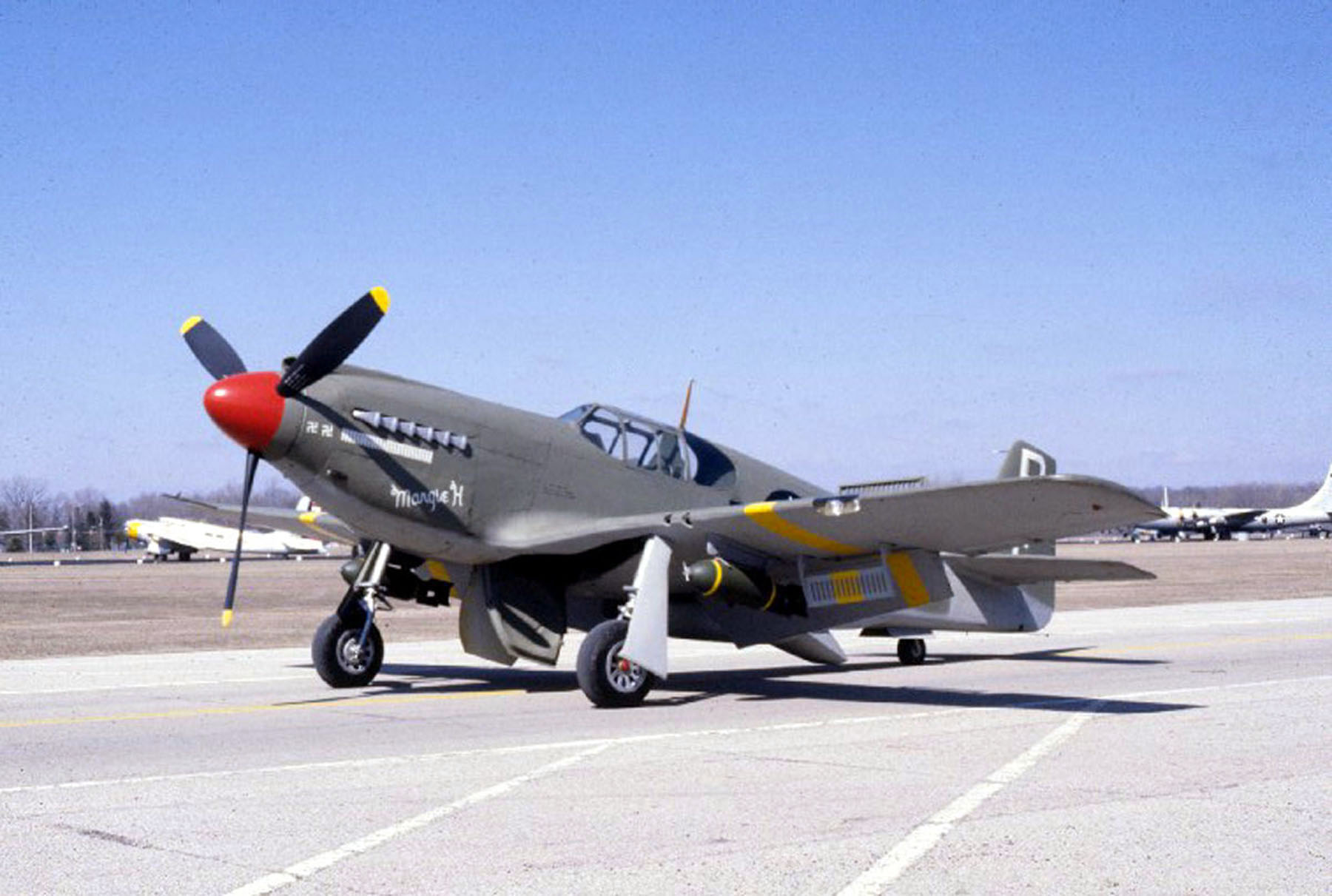
A-36A "Margie H" en el Museo Nacional de la Fuerza Aérea de Estados Unidos, con los colores del A-36A volado por el Capitán Lawrence Dye del 16th Fighter-Bomber Squadron en Túnez, Sicilia e Italia.

Relativamente, pocos A-36A sobrevivieron a la guerra y al posterior retiro y desguazado de los modelos obsoletos. Un A-36A, llevando el número de carreras #44, perteneciente y volado por Kendall Everson, participó en la Kendall Trophy Race de 1947. El viejo caballo de batalla fue capaz de alcanzar los 608,21 km/h, acabando segundo detrás del P-51D ganador volado por Steve Beville.
En estado de vuelo
- 42-83731: Comanche Warbirds Inc. en Houston, Texas.[27]
- 42-83738 Baby Carmen: Collings Foundation en Stow (Massachusetts).[28][29]

En exhibición
- 42-83665 Margie H: Museo Nacional de la Fuerza Aérea de Estados Unidos en la Base de la Fuerza Aérea Wright-Patterson en Dayton, Ohio.[1][N 1]

## Especificaciones (A-36A)
Referencia datos: National Museum of the United States Air Force

### Características generales
- Tripulación: Uno (piloto)
- Longitud: 9,8 m (32,3 ft)
- Envergadura: 11,3 m (37 ft)
- Altura: 3,7 m (12,2 ft)
- Peso cargado: 4535 kg (9995,1 lb)
- Planta motriz: 1× Motor lineal V-12 refrigerado por líquido Allison V-1710-87.
  - Potencia: 988 kW (1362 HP; 1344 CV)

### Rendimiento
- Velocidad máxima operativa (Vno): 590 km/h (367 MPH; 319 kt)
- Velocidad crucero (Vc): 400 km/h (249 MPH; 216 kt)
- Alcance: 885 km (478 nmi; 550 mi)
- Techo de vuelo: 7650 m (25 098 ft)

### Armamento
- Ametralladoras: 

  - 6x Browning M2 de 12,7 mm (4 en las alas y 2 en el morro)
- Bombas: 

  - Hasta 454 kg en dos soportes subalares

## Aeronaves relacionadas

### Desarrollos relacionados
- North American P-51 Mustang

### Secuencias de designación
- Secuencia NA-_ (interna de North American): ← NA-94 - NA-95 - NA-96 - NA-97 - NA-98 - NA-99 - NA-100 →
- Secuencia A-_ (Aviones de Ataque del USAAS/USAAC/USAAF, 1924-1947): ← A-33 - A-34 - A-35 - A-36 - A-37 - A-38 - A-39  →